# Liceras
Liceras – gmina w Hiszpanii, w prowincji Soria, w Kastylii i León, o powierzchni 24,39 km². W 2011 roku gmina liczyła 63 mieszkańców.